# Чинчин
Чинчи́н (арм. Չինչին) — посёлок в Тавушской области Армении.

## Название
«Чинчин» в переводе с персидского означает «кристальная вода».

## География
Расположено на склоне гор Кенац, в 48 км к северо-востоку от областного центра — города Иджевана, на высоте 1290 м над уровнем моря.

## История
Село было основано в 1906 году. Изначально на его месте был просто пастбищный участок села Товуз (ныне Тавуш), но в какой-то момент люди, пасшие коров и овец, решили там поселиться.

## Население
| Год         | 1897 | 1926 | 1939 | 1959 | 1970 | 1979 | 1989 | 2001 | 2004 | 2008 |
| ----------- | ---- | ---- | ---- | ---- | ---- | ---- | ---- | ---- | ---- | ---- |
| Численность | 134  | 616  | 1147 | 1028 | 1014 | 838  | 747  | 713  | 581  | 687  |

## Экономика
Население занимается животноводством, выращиванием картофеля, табака и кормовых культур.

## Памятники истории и культуры
К юго-западу от села находятся комплекс Каптаванк (арм. Կապտավանք) 1151 года и поселение XIII—XVII веков Кали Кар (арм. Կալի քար), а в 3 км к северо-западу — заброшенное поселение XII—XV веков Бртаноц (арм. Բրտանոց).